# Kristina Lugn
Gunhild Bricken Kristina Lugn (Tierp, 14 novembre 1948 – Stoccolma, 9 maggio 2020) è stata una poetessa, drammaturga e critica letteraria svedese.
Il 20 dicembre 2006 fu introdotta nell'Accademia svedese. Prese il seggio numero 14 al posto di Lars Gyllensten.